# Soberanía digital

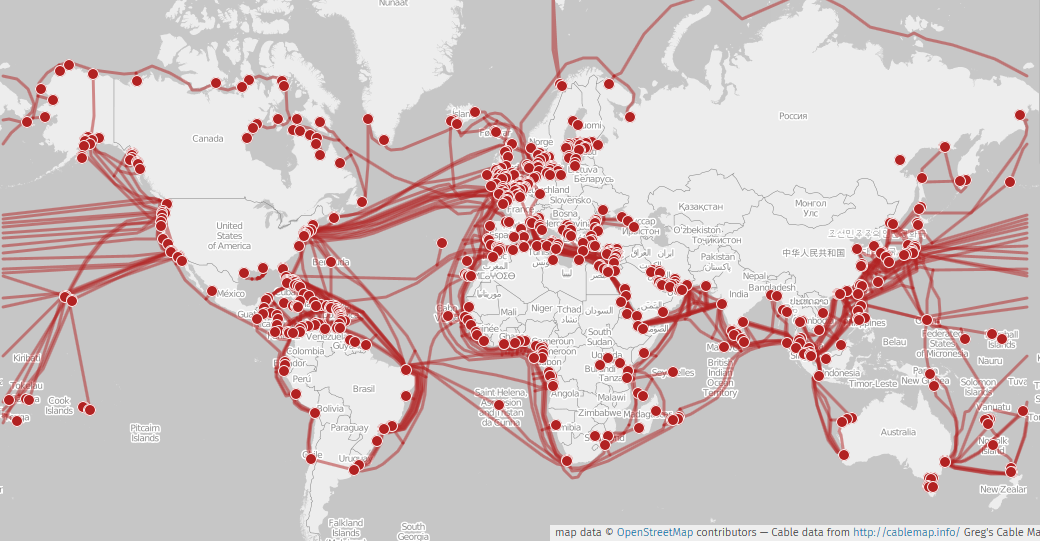
Mapa de cables submarinos para la comunicación de internet.

La soberanía digital es la soberanía -autoridad, poder, control, regulación y jurisdicción-, autonomía e independencia sobre los activos digitales, incluidos los datos, el software, el hardware y la infraestructura de telecomunicación y almacenamiento así como la confianza de quienes lo usan en quienes lo crean, transportan y guardan. Es, por tanto, la capacidad de garantizar la seguridad e independencia en consonancia con los valores e intereses de un país, comunidad, región o Estado. La soberanía digital puede referirse también a la soberanía de los ciudadanos -derecho a la privacidad en internet y no cesión de datos- o a la seguridad de datos de instituciones, empresas u organizaciones privadas y públicas.
La soberanía puede definirse como la autoridad jerárquica dentro del Estado, así como autonomía externa para los Estados.
La soberanía digital implica una compleja interacción entre Estados, ciudadanos y empresas, donde las empresas suelen tener poder creativo sobre las tecnologías digitales, mientras que los Estados tienen tanto el poder absoluto para asuntos de seguridad nacional y estratégica, defensa nacional y también la autoridad reguladora para garantizar los derechos de los ciudadanos. La soberanía digital abarca cuestiones como la privacidad digital, la seguridad informática, la seguridad tecnológica, la accesibilidad y la regulación de las multinacionales que operan a través de las fronteras. En la era digital, lograr la soberanía digital es crucial para mantener la independencia, el control democrático y la responsabilidad sobre los recursos y servicios digitales.

## Grandes empresas tecnológicas por países o regiones
Los países con suficiente soberanía digitial son aquellos que poseen las empresas privadas y públicas así como las instituciones y leyes que defienden el cumplimiento de los intereses nacionales y los derechos humanos, políticos, civiles y económicos de sus ciudadanos. No existe una soberanía real de un país si es dependiente de empresas multinacionales extranjeras o no puede hacer cumplir las leyes nacionales ni los derechos constitucionales de sus ciudadanos.
La importancia de las grandes empresas en el mundo digital hace dependientes a la mayoría de países de sus tecnologías, al darse una peligrosa concentración del mercado que ha llevado a investigaciones antimonopolio del Departamento de Justicia y la Comisión Federal de Comercio en los Estados Unidos, y en la Comisión Europea.
Las grandes empresas multinacionales con normativas propias de carácter supranacional, en muchos casos opuestas a la legislación interna de los países, ponen en riesgo la privacidad, la libertad de expresión, la seguridad nacional y la aplicación de la ley en cuestiones no solo de derechos humanos sino también económicos, impositivos y penales. Por otro lado, al proporcionar aparentes servicios gratuitos a los consumidores, siguen siendo muy utilizadas. En particular, Facebook y Google ofrecen casi todos sus servicios de forma gratuita.
En 2025, los países con mayor soberanía digital, por el número e importancia de sus empresas nacionales y multinacionaels de tecnología digital son:
- Estados Unidos. Las empresas mundiales más importantes de tecnología digital tienen su sede en EE. UU. donde se encuentran los cinco Gigantes tecnológicos: Alphabet (Google, Chrome, Chrome OS, Gmail, Google Drive, etc.), Amazon (Prime Video, AWS), Meta (Facebook, Whatsapp, Instagram, etc.), Apple (Apple IOS, iMac, iPad, iPhone, apple TV, etc.),  y Microsoft (Windows, Office, Bing, One Drive, etc.). Además muchas otras importantes empresas tienen presencia mundial como Texas Instruments, Salesforce, Intuit, Nvidia, IBM, Intel, Oracle, Cisco, Adobe, ServiceNow, ADP, Fiserv, Paypal, Block, Inc, Palantir, CrowdStrike, Synopsys y Autodesk,  entre otras.[17]

- China: BAT (Baidu, Alibaba -AliExpress- y Tencent -WeChat-) ByteDance (TikTok), Xiaomi, Lenovo, ), Huawei, JD.Com,  Oppo, ZTE, Pinduoduo, Didi Chuxing y Vivo.[18]

- Japón: Fujitsu, Sony, NTT, NTT Data, Hitachi, Canon, Panasonic, Nikon, Nintendo,[19][20]
- Taiwan: TSMC, Taiwan Semiconductor Manufacturing Company Limited, empresas de fabricación de semiconductores,[21]
- Corea del sur: Samsung[22]
- Europa: las alemanas SAP SE y Nextcloud, las francesas Dassault Systèmes,  OVHCloud y Murena,[23] la holandesa ASML (Adanced Semiconductor Materials Lithography) y la suiza Proton, entre otras[24][25]

- India. Las empresas indias más importantes en tecnología digital son: HCL Technologies, Hyperlink InfoSystem, Infosys, Tata, Wipro, Larsen & Toubro Infotech Ltd, Tech Mahindra, Mphasis,  MindTree Ltd, entre otras.[26]

- Otras multinacionales: consultoria de servicio informáticos Accenture (antes Arthur Andersen), con sede actual en Dublín (Irlanda), anteriormente en el paraíso fiscal de las islas Bermudas del Caribe.

## Conflictos relacionados con la soberanía digital y los monopolios multinacionales
Numerosos casos advierten de los peligros de la dependencia digital y son ejemplos de cómo nuestros datos digitales pueden ser utilizados para manipular y orientar las opiniones en elecciones democráticas interfiriendo directamente en la soberanía de un país o influir en el curso de una guerra:
- Guerra comercial entre China y Estados Unidos y Crisis de Huawei. En 2018 se produjo detención del arresto de la vicepresidenta e hija del fundador de Huawei,[27] se prohibieron ciertas tecnologías de Huawei en algunos países de Europa y en Estados Unidos alegando problemas de seguridad nacional.[28][29][30]
- Aranceles en la segunda presidencia de Donald Trump (ver Guerra comercial de Estados Unidos con Canadá y México de 2025 y Guerra comercial entre Estados Unidos y la Unión Europea. Además de la vertiente económica, los aranceles pretenderían disminuir la competencia de empresas no estadounidenses en diferentes campos, entre ellos el tecnológico, con especial perjuicio para China y Corea del sur.[31] Además de querer imponer la desaparición unilaterial de impuestos y tasas (tasa Google en Europa) a las empresas tecnológicas de servicios estadounidenses que tienen gran superávit en todo el mundo.[32][33][34][35][36][37]
- Escándalo de datos de Facebook-Cambridge Analytica. Con la consiguiente desaparecición de la empresa Cambridge Analytica, que utilizó datos de millones de usuarios para propaganda política dirigida.[38][39]
- Uso sistema operativo ImmigrationOS por Palantir para expulsión de inmigrantes. En 2025 la empresa Palantir firmó con un contrato con el Servicio de Control de Inmigración y Aduanas para expulsar, utilizando el sistema operativo ImmigrationOS con datos en la nube de Microsoft y los datos conseguidos por Elon Musk y el Departamento de Eficiencia Gubernamental (DOGE) en las agencias gubernamentales para ser más eficaz en la localizadión y expulsión de inmigrantes.[40][41][42][43]

- Multinacionales contra Proyecto de ley 2630/2020 de Brasil. La unión de grandes multinacionales tecnológicas, las Gigantes tecnológicos o Big Tech, como Google, Meta, Spotify y Twitter, para influir en la opinión pública contra el "Proyecto de Ley 2630/2020" en Brasil, conocido como "Fake News Bill". Desde 2010 cuando se planteó la LGDP (Regulación de la privacidad de Brasil) aprobada en 2018 hubo presiones para intentar que no se aprobara ni la LGDP ni la Ley 2630.[44][45][46][47]
- Control de satélites por Elon Musk en la guerra ruso-ucraniana. Con la llegada de Donald Trump a la presidencia de Estados Unidos se amenazó con suspender el el apoyo militar estadounidense y Elon Musk, propietario de los satélites Starlink, también amenazó con dejar de atender las demandas del ejército Ucraniano.[48]
- Proyecto Nimbus, Ataques con asistencia de IA en la Franja de Gaza. En 2024 se tuvo constancia del uso de inteligencia artificial "Lavender IA" por Israel para bombardear objetivos humanos en la zona palestina de Gaza utilizando el almacenamiento en la nube de Google y Amazon subvirtiendo sus propias normas de usos contrarios a derechos humanos, violencia y asesinato.[49][50][51]
- Europa vs Facebook. Max Schrems denunció a Facebook a través de una acción colectiva por violación de la ley de protección de datos de la Unión Europea en Austria, país conocido por proteger la privacidad de los internautas. Las quejas fueron presentadas a través de la organización «Europa versus Facebook», fundada por Max Schrems em 2011, contra Facebook, Apple, a Microsoft, Skype y Yahoo! en Alemania, en Irlanda y en Luxemburgo, donde se encuentran localizadas las sedes europeas de esas corporaciones. Las compañías fueron acusadas de traspasar los datos de los usuarios a la Agencia de Seguridad Nacional de los Estados Unidos.[52][53][54][55]
- Derecho al olvido frente a Google en Francia. En 2014 se produjo en Francia un caso relacionado con el derecho al olvido . La "Commission nationale de l'informatique et des libertés" (CNIL) ordenó a Google desindexar los resultados de búsqueda asociados a los nombres de los usuarios franceses que solicitaran la eliminación de su información digital. La decisión tendría un impacto global, ya que obligaba a Google a aplicar esta desindexación en todas sus plataformas. La empresa argumentó que tal acción sería extraterritorial y violaría el derecho internacional de otros estados. Finalmente, Google acató la decisión de la CNIL, aplicando la desindexación únicamente a los usuarios con nacionalidad francesa. Este caso ilustra los retos que plantea el establecimiento de fronteras virtuales para la jurisdicción de un país en el mundo digitalizado. [56]

- Bloqueo de TikTok en Estados Unidos, Censura de TikTok y Propuestas de compra en Estados Unidos. Diversos países han censurado o prohibido por distintas razones la aplicación TikTok. Durante 2024 y 2025 se amenazas de cierra y bloqueo además de ofertas de compra de TikTok por parte de las empresas estadounidenses -Twitter-X y Amazon con el argumento gubernamental de la seguridad nacional y en el contexto de la Guerra comercial entre China y Estados Unidos que mantiene Trump desde 2020.[57][58]

- Bloqueo de Twitter en Brasil por incumplimiento de sentencias T.S.F.. En 2024 el Tribunal Supremo Federal (TSF) ordenó a X Brasil el bloque de canales por incumplir la legislación. X incumplió la orden judicial, por lo que se le multó. Elon Musk declaró expresamente que incumpliría las decisiones judiciales además de anunciar la filial de X en Brasil para eludir el ordenamiento jurídico brasileño y las decisiones del Poder Judicial. El TSF resolvió bloquear las cuentas bancarias, activos financieros de la empresa en el país y citar a Elon Musk. Ante las negativas constantes a responder a los requerimientos se ordena el bloqueo de X por el TSF en Brasil.[59]

## Jurisdicción nacional, internacional y extraterritorial sobre Internet
Una de las principales formas en que un país ejerce su soberanía es a través del cumplimiento de su legislación. En otras palabras, la eficacia con la que un país es capaz de aplicar sus leyes. Durante mucho tiempo esta cuestión se redujo al ámbito territorial, sin embargo, con la llegada de las redes informáticas, surgió un debate muy difícil para llegar a un consenso sobre cómo un país puede aplicar una ley en un entorno virtual transterritorial sin perjudicar la soberanía de otros países.
Numerosos países se han cuestionado los riesgos asociados a la dependencia exterior de software y hardware de empresas multinacionales extranjeras, ya que en caso de conflicto, discrepancias políticas o económicas, suponen una pérdida real de soberanía para el pleno ejercicio de las libertades y derechos políticos, civiles y económicos, el funcionamiento de la comunicación interior y exterior, el almacenamiento digital de datos, el alojamiento de sitios web, el normal funcionamiento de la economía, la política y otros sectores considerados esenciales.

### Legislación sobre soberanía digital en la Unión Europea
En la Unión Europea el "Reglamento General de Protección de Datos" (RGPD), o Reglamento (UE) 2016/679, es una ley comunitaria relativa a la protección de las personas físicas (independientemente de si son ciudadanos de la Unión) en lo que respecta al tratamiento de sus datos personales y a la libre circulación de estos datos en la Unión Europea y el Espacio Económico Europeo (EEE). El RGPD es un componente importante de la legislación europea sobre privacidad y de la legislación sobre derechos civiles, en particular el artículo 8, apartado 1, de la Carta de los Derechos Fundamentales de la Unión Europea. También delimita la transferencia de datos personales fuera de la UE. Para alcanzar la soberanía europea se debe contar con alternativas públicas o privadas a los servicios que ofrecen las multinacionales: correo electrónicos, mensajería, navegadores, sistemas operativos, sistemas de pagos, almacenamientos en la nube, etcétera.
La adopción masiva de estas nuevas normas de privacidad por parte de empresas multinacionales se ha citado como ejemplo del "efecto Bruselas", un fenómeno en el que las leyes y normativas europeas se utilizan como referencia debido a su gravedad. Ha tenido influencia en algunos estados estadounidenses así como en la República de Turquía, República Popular China y Suiza.
Relacionada con la soberanía digital es La Iniciativa de Pagos Europea (o EPI por sus siglas en inglés de European Payments Initiative) es una propuesta respaldada por el Banco Central Europeo para crear sistemas de pago y un red interbancaria europea para competir con las empresas estadounidenses Mastercard, Visa, Diners Club, American Express, PayPal y la china UnionPay. El sistema de pagos inmediato o en tiempo real con aplicación Wero (Bélgica, Alemania y Francia), así como Bizum (España), Bancomat (Italia) y otros son sistemas de pago inmediato que pretenden sustituir los tarjetas y los sistemas de pagos virtuales como Paypal.

### Legislación sobre soberanía digital en Estados Unidos
El estado estadounidense de California aprobó la Ley de Privacidad del Consumidor de California el 28 de junio de 2018, que entró en vigor el 1 de enero de 2020; otorga derechos de transparencia y control sobre la recopilación de información personal por parte de las empresas de forma similar al RGPD. Los críticos han argumentado que tales leyes necesitan ser implementadas a nivel federal para ser efectivas, ya que una colección de leyes a nivel estatal tendría normas variables que complicarían el cumplimiento. Otros dos estados de Estados Unidos han promulgado desde entonces una legislación similar: Virginia aprobó la Ley de Privacidad de Datos de los Consumidores el 2 de marzo de 2021, y Colorado promulgó la Ley de Privacidad de Colorado el 8 de julio de 2021.

### Legislación sobre soberanía digital en Turquía
La República de Turquía, candidata a la adhesión a la Unión Europea, adoptó el 24 de marzo de 2016 la Ley de Protección de Datos Personales en cumplimiento del acervo de la UE.

### Legislación sobre soberanía digital en China
En China, la Ley de Protección de la Información Personal (LPIP), "la primera ley integral de China diseñada para regular los datos en línea y proteger la información personal" entró en vigor en 2021.

### Legislación sobre soberanía digital en Suiza
Suiza también adoptará una nueva ley de protección de datos que sigue en gran medida el RGPD de la UE.

### Legislación sobre soberanía digital en Brasil
Las Revelaciones sobre la red de vigilancia mundial (2013-2015) de Edward Snowden que expusieron vulnerabilidades en la ciberseguridad del país junto a  episodios de incumplimiento de sentencias judiciales (Bloqueo de Twitter en Brasil) y falta de respeto por parte de las empresas de tecnología durante la aprobación de la normativa LGPD (Regulación de la privacidad de Brasil) desde 2010 a 2018 cuando fue aprobada, especialmente las cinco grandes que tienen mayor poder e influencia, en relación con la legislación brasileña y las decisiones judiciales, así como serias sospechas de abuso de poder económico y político, ponen de relieve la necesidad de proteger su soberanía digital. Dos legislaciones principales desempeñan un papel importante: el Marco Civil da Internet y la "Lei Geral de Proteção de Dados Pessoais"" (Ley General de Protección de Datos) (LGPD). El Marco Civil de Internet de Brasil (Ley 12.965/2014) establece directrices sobre los derechos y deberes de los usuarios y se centra en el uso de Internet, mientras que la Ley General de Protección de Datos (Ley 13.709) complementa esta normativa y se centra en la protección de datos personales tanto en contextos públicos como privados, garantizando la privacidad y los derechos fundamentales de los ciudadanos.
Además Brasil cuenta con la Procon, la ANPD (Autoridad Nacional de Protección de Datos), que protegen el cumplimiento de la legislación de protección de datos. Las acciones de la ANPD implican la aplicación de sanciones que van desde advertencias y multas hasta suspensiones o prohibiciones de actividades en función de la gravedad de la infracción. Brasil debe invertir en educación, investigación, desarrollo industrial, expansión de la infraestructura digital y políticas de gobernanza de datos, porque sólo con autonomía tecnológica el país podrá protegerse de intereses externos y consolidar su soberanía digital.